# Josaphat Kunzewitsch

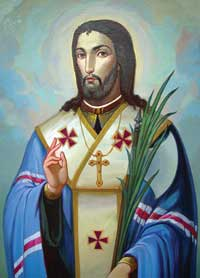
Heiliger Josaphat

Josaphat Kunzewitsch (auch Josaphat Kuncewycz, belarussisch Язафат Кунцэвіч Jasafat Kunzewitsch, polnisch Jozafat Kuncewicz, ukrainisch Йосафат Кунцевич Jossafat Kunzewytsch; * 1580 in Włodzimierz, Polen-Litauen, heute Ukraine; † 12. November 1623 in Witebsk, Polen-Litauen, heute Belarus) war griechisch-katholischer Erzbischof von Polazk und ist ein Heiliger der römisch-katholischen Kirche.

## Leben
Josaphat Kunzewitsch wurde als Iwan Gawrilowitsch Kunzewitsch um 1580 im heutigen Wolodymyr in der historischen Region Wolhynien geboren, die als Teil des Großfürstentums Litauen damals in Personalunion mit dem Königreich Polen regiert wurde. Er entstammte einer russisch-orthodoxen Familie und war bereits als Kind unermüdlich im Besuch der kirchenslawischen Gottesdienste, im Erlernen der Gebete und Gesänge; sein Lieblingsaufenthalt wurde das Gotteshaus. Der Beichtvater Josaphats sagte im Kanonisationsprozess, er habe selbst aus seinem Munde gehört, wie er sagte: „Als ich noch klein war und mit meiner Mutter einmal zur Kirche ging und sie fragte, was das Bild des Gekreuzigten bedeute, und wie die Mutter mich belehrte, kam ein Feuerfunke auf mich zu und drang in mich ein. Die Wirkung war, dass die kirchlichen Gottesdienste meine süßeste Frucht wurden.“
Die verarmten Eltern schickten ihren Sohn zu einem Kaufmann in die Lehre, der ihn gern zu seinem Erben gemacht hätte. Aber seine Berufung führte ihn zu den Mönchen des Basilianerordens in Wilna. 1604 wurde er Mitglied des Klosters der heiligen Trinität, welches dem Orden des heiligen Basilius angehörte, und nahm den Ordensnamen Josaphat an. Als griechisch-katholischer Mönch lebte er in allerstrengster Askese und widmete sich dem Studium der Liturgie und der Kirchenväter. Die Einheit der West- und der Ostkirche unter der Führung des Papstes lag ihm besonders am Herzen. Fünf Jahre nach seinem Eintritt in das Kloster empfing er die Priesterweihe.
Schon bald entdeckte man Josaphats große Begabung zu predigen, was dazu führte, dass er viele Menschen für den Katholizismus begeistern konnte. Durch den großen Andrang, der durch die Begeisterung der Gläubigen für seine Predigten verursacht wurde, musste Josaphat beginnen, seine Predigten auf öffentlichen Plätzen zu halten. Durch diese Begabung gelang es ihm, zum Archimandrit von Wilna erklärt zu werden und man weihte ihn 1617 zum Koadjutor des Bischofs von Polazk.
Seine Spiritualität war ostkirchlich. Das Jesus-Gebet („Jesus, Du Sohn des lebendigen Gottes, erbarme Dich meiner, des Sünders“) war sein ständiger Begleiter.
Er war Freund und Mitarbeiter des griechisch-katholischen Metropoliten Joseph Rutski von Kiew. 1618 wurde er Erzbischof von Polazk. In diesem Amt wurde er als Durchsetzer der Union von Brest unter den russisch-orthodoxen Gläubigen bekannt, die im Sinne der staatlichen Obrigkeit Polen-Litauens lag. Sein Wirken galt als kontroversiell. Die Bürger von Mogilew haben ihn 1618 aus ihrer Stadt vertrieben: Kunzewitsch beantragte daraufhin beim polnischen König die Hinrichtung der Anführer. In der Folge wurden Orthodoxen ihrer Kirchengebäude sowie einer Reihe von Bürgerrechten beraubt. Orthodoxen Priestern wurde die priesterliche Tätigkeit verboten.

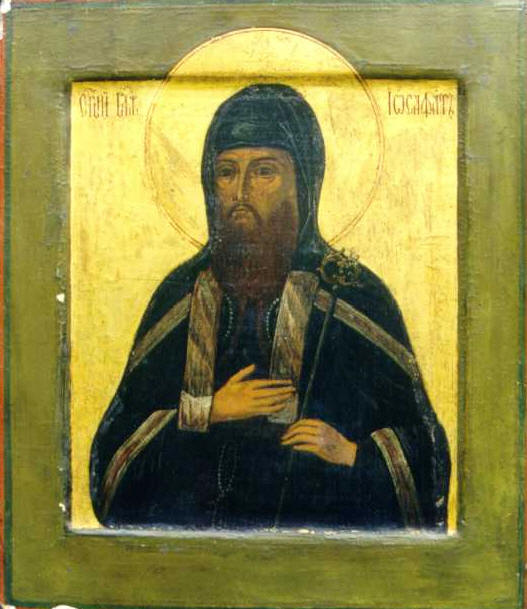
Ikone des Heiligen Josaphat Kunzewitsch

Der polnische Staatsmann Lew Sapieha, selbst ein Anhänger der Kirchenunion, äußerte in der Korrespondenz mit Kunzewitsch Kritik an seinem Vorgehen. Kunzewitsch verteidigte hingegen harte Maßnahmen bei der Durchsetzung der Kirchenunion.
Als er sich am 12. November 1623 in Witebsk aufhielt, wurde die Wohnung des „lateinischen Papisten“ von orthodoxen Bürgern gestürmt. Der Auslöser war, dass Kunzewitschs Diener den orthodoxen Priester Dawydowitsch verprügelten und einsperrten. Josaphat stellte sich schützend vor die Seinen und wurde niedergemacht. Der Leichnam wurde durch die Stadt geschleift und, mit Steinen beschwert, an einer besonders tiefen Stelle des Flusses Düna versenkt. Er wurde nach sechs Tagen aus dem Wasser geholt, dann in acht Tagen zu Schiff nach Polazk gebracht, wo er zehn Tage offen in der Kathedrale ausgestellt war. Dann wurde der Leichnam, mit rotseidenen Decken verhüllt, in der Burgkirche von Polazk aufbewahrt. Die feierliche Beisetzung erfolgte erst ein Jahr später, am 28. Januar 1625. In den Kanonisationsakten wird wiederholt ausgesagt, dass das Antlitz des Heiligen nach dem Tod sehr schön gewesen sei, z. B. „quod facies Servi Dei ex aquis extracti pulcherrima fuisset“. Der Beichtvater erklärte: „Wir stellten den Leib während mehrerer Monate öffentlich allen zur Schau bis zu seiner glorreichen Bestattung. Die ganze Zeit aber, wo er ausgestellt war, erschien keinerlei Veränderung oder Verderbnis an ihm. So sage ich aus, weil ich es weiß, weil ich es gesehen habe und selbst bei allem zugegen gewesen bin.“
Schon 1628 wurde von Papst Urban VIII. eine Kommission mit der Untersuchung von Kunzewitschs Fall betraut. Er wurde 1643 selig- und 1867 heiliggesprochen.
Sein Gedenktag ist der 12. November. Aus Anlass des 300. Jahrestages seines Martyriums verfasste Papst Pius XI. 1923 die Enzyklika Ecclesiam Dei admirabili. Seine Reliquien kamen 1916 in die Barbarakirche nach Wien. 1949, da Wien unter sowjetischer Besatzung stand, kamen sie nach Rom. 1963 wurden sterbliche Überreste von Josaphat im Petersdom bestattet. 1971 wurden Reliquien des Hl. Josaphat Kunzewitsch im Altar der Pfarrkirche Herz Jesu in Mödling beigesetzt.

## Verehrung
Adolf Innerkofler schrieb 1933 ein Drama über ihn.